# Manel Fuentes i Muixí
Manuel Fuentes i Muixí (Barcelona, 14 de gener de 1971) és un periodista català, que ha desenvolupat la seva trajectòria professional, essencialment, com a presentador de ràdio i televisió. Fins al mes de juliol del 2009 va presentar l'espai Problemes domèstics a RAC1. Entre 2009 i 2013 va dirigir i presentar El matí de Catalunya Ràdio.

## Biografia
Llicenciat en Periodisme per la Universitat Autònoma de Barcelona, el gener de 1995 comença en la ràdio catalana i dos anys més tard obté un Premi Ondes al millor programa de ràdio local ex aequo. Guardó que repeteix el 2001 amb Problemes domèstics de Catalunya Ràdio.
La seva primer aparició a televisió, en qualitat de públic espontani, va ser al programa Un tomb per la vida, el 12 d'octubre de 1993, on va imitar Hristo Stoítxkov en presència de Johan Cruyff. Encara estudiava 5è de Periodisme i feia pràctiques a la COPE.
Es va fer popular a nivell estatal com a col·laborador de Crónicas marcianas, on va intervenir entre 1997 i 2001. Més tard, la cadena Telecinco li va concedir un programa propi: va ser presentador i guionista de l'espai d'entrevistes La noche... con Fuentes y cía, late-show que es va emetre entre 2001 i 2005, i que va rebre el Premi Ondes el 2002. A més va col·laborar a El Club de la Comedia.
El 2005 es va fer càrrec de liderar la tornada de Caiga Quien Caiga a Telecinco, programa que ha consolidat la seva posició a la graella.
El 2006 va presentar el concurs de patinatge per a personatges famosos Desafío bajo cero.
A més de presentar Caiga Quien Caiga dirigeix el programa diari de Catalunya Ràdio Problemes domèstics, una revista satírica on treu a col·lació la seva vis més còmica.
Ha estat candidat el 2002 i 2003 als Premis ATV com "Millor Comunicador de Programes d'Entreteniment" i el 2001, 2002 i 2003 als TP d'Or com "Millor Presentador"; en tots els casos per la seva tasca al capdavant del programa La noche... con Fuentes y cía.
Des del setembre del 2009 fins a l'estiu de 2013 va dirigir i presentar el magazin matinal de Catalunya Ràdio, El matí de Catalunya Ràdio. Durant aquest període va obtenir el Premi Males Pràctiques de Comunicació no Sexista 2012 de l'Associació de Dones Periodistes de Catalunya, per la manca de paritat a les tertúlies de ràdio.
També ha presentat el programa Tu cara me suena.

## Trajectòria a televisió
- Crónicas marcianas (1997-2001), de Telecinco.
- La noche... con Fuentes y cía (2001-2005), de Telecinco.
- Caiga quien caiga (2005-2008), de Telecinco.
- Desafío bajo cero (2006)
- Premis TP d'Or (2009), a laSexta, amb Eva González.
- Malas compañías (2009), de laSexta.
- Tu cara me suena (2011-present), d'Antena 3.
- Menuda Noche (2012) (com invitat), de Canal Sur TV.
- El número uno (2013) (Substitució en el segon programa), d'Antena 3.
- Premis Goya 28a edició (2014) (Presentador), de La 1.

## Filmografia
Cinema
- 2001: Torrente 2: Misión en Marbella
- 2003: Buscant en Nemo (veu)
- 2003: El Cid: La leyenda (veu de Rodrigo Díaz de Vivar, "El Cid")
- 2011: Floquet de neu (veu d'Ailur)

Televisió
- 2001: 7 vidas (sèrie)

## Llibres
- Problemes Domèstics. Per què no dominem el món? (2008). Editorial Columna. ISBN 978-84-664-0915-5